# Punta Pesce Spada
La Punta Pesce Spada, o Punta Cavallo Bianco, costituisce l'estremità meridionale della Repubblica Italiana e si trova sul versante sud di Lampedusa, isola siciliana dell'arcipelago delle Pelagie nel libero consorzio comunale di Agrigento, non appartiene alla regione geografica italiana ma alla placca africana.
Situata su una riva bassa e rocciosa subito ad Est del porto dell'isola, fra Punta Maccaferri e Capo Maluk, dista dalle coste della Tunisia appena 134 km e dall'isola di Malta soli 162 km.
Il 28 giugno 2008 è stata inaugurata la scultura Porta di Lampedusa - Porta d'Europa di Mimmo Paladino, dedicata alla memoria dei migranti deceduti in mare